# Venturia taiwana
Venturia taiwana là một loài tò vò trong họ Ichneumonidae.